# Johann Zambryski
Johann Zambryski (* 8. August 1956 in Holzheim) ist ein deutscher Fotograf und Grafiker.

## Beruflicher Werdegang
Johann Zambryski absolvierte zunächst eine Ausbildung als Schriftsetzer und studierte im Anschluss Grafik-Design in Düsseldorf. Seit 1983 gestaltet er in seinem Atelier Lmp in Neuss hauptsächlich Tonträgerverpackungen und Plakate für diverse Künstler, wie z. B. Kraftwerk, Enigma, Sandra, Heinz Rudolf Kunze, Andru Donalds, Die Toten Hosen und Herbert Grönemeyer. Die Tonträger wurden zum großen Teil mit Gold und Platin ausgezeichnet.
Zusammen mit dem Fotografen Peter Badge erarbeitete er das Projekt Elviswho, das seit dem Jahr 2003 in verschiedenen Kunsthallen in Deutschland ausgestellt wird.

## Ausstellungen (Auswahl)
- 2003 Galerie Anita Beckers, Frankfurt (Main)
- 2003 Kunstraum Chelsea Two, Köln
- 2003 Fruchthalle, Kaiserslautern
- 2004 Photokina 2004, Köln
- 2007 2. Fotofestival Mannheim-Ludwigshafen-Heidelberg
- 2007 Haus der Fotografie - Dr. Robert-Gerlich-Museum, Burghausen
- 2011 Akira Ikeda Gallery, Berlin